# Монтополи ин Вал д'Арно
Монтополи ин Вал д'Арно (на италиански: Montopoli in Val d'Arno, в най-близък превод Монтополи във Валдарно) е град и община в Италия, в региона Тоскана, провинция Пиза. Разположен е в долината на река Арно. Населението му е около 11 000 души (2008).